# Аширов, Чары
Чары Аши́ров (10 декабря 1910, с. Кеши, Закаспийская область — 2003, Ашхабад) — туркменский советский поэт, писатель и переводчик. Народный писатель Туркменской ССР (1970).

## Биография
Родился в крестьянской семье в селе Кеши недалеко от Ашхабада. Окончил Институт научной педагогики.
С 1944 г. — член ВКП(б).

### Семья
Отец — Ашир Кетдже.
Жена — Огулнабат Аширова.

## Творчество
Первая публикация осуществлена в 1928 году.
Опубликовал несколько сборников лирических стихотворений, поэмы «Кровавое сопротивление», «Разлука» (1939), «В тылу врага» (1941), «Ошибка молодого мельника» (1957).
Наиболее известна из них поэма «Конец кровавого водораздела» (1948, русский перевод 1953), в которой поэт рисует социальные процессы в туркменской деревне 1920-х годов; на основе поэмы создал либретто одноименной оперы Вели Мухатова (1967, поставлена в Туркменском театре оперы и балета).
В соавторстве с Д. Зотовым создал повесть «Дорогу одолеет идущий» (1939).
В романе «Следопыт» (1970) описал жизнь советских пограничников. С 1940-х годов переводил на туркменский язык сочинения русских и украинских классиков (в том числе Т. Шевченко).

### Избранные публикации на русском языке
- Аширов Ч. Близнецы : Роман : / Пер. с туркм. Г. Соловьева. — М.: Сов. писатель, 1984. — 230 с. — 30 000 экз.
  - . — Ашхабад: Магарыф, 1990. — 254 с. — 40 000 экз. — ISBN 5-675-00350-9.
- Аширов Ч. Джигиты : Поэма / Авториз. пер. с туркм. Г. Соловьева. — М.: Сов. писатель, 1982. — 159 с. — 10 000 экз.
- Аширов Ч. Кадыр : Поэма [Для сред. и старш. шк. возраста] / Пер. с туркм. В. Рыбина. — Ашхабад: Туркменистан, 1970. — 16 с. — 10 000 экз.
- Аширов Ч. Конец кровавого водораздела : Повесть в стихах / Пер. с туркм. В. Бугаевского. — Ашхабад: Туркменгосиздат, 1952. — 167 с. — 5000 экз.
  - . — М.: Сов. писатель, 1953. — 168 с. — 5000 экз.
  - . — 2-е изд., доп. — Ашхабад: Туркменгосиздат, 1954. — 168 с. — 5000 экз.
- Аширов Ч. Разлука : Поэма / Пер. с туркм. В. Бугаевского. — Ашхабад: Туркменгосиздат, 1955. — 31 с. — 10 000 экз.
- Аширов Ч. Следопыт : Роман / Авториз. пер. с туркм. Г. Соловьева. — Ашхабад: Туркменистан, 1974. — 294 с. — 90 000 экз.
- Аширов Ч. Сын Ялкаба : Повесть в стихах / Авториз. пер. с туркм. А. Адалис. — М.: Сов. писатель, 1967. — 135 с. — 10 000 экз.
- Зотов Д., Аширов Ч. Дорогу одолеет идущий : Повести и рассказы. — Ашхабад: Туркменгосиздат, 1957. — 228 с. — (Содерж.: Улыбка арчина; Родная кровь; Талак; Беглецы (повесть); Свадьба без невесты (повесть)). — 5000 экз.
- Аширов Ч. Избранное: в 2 т. — Ашхабад: Туркменистан, 1988.
- Аширов Ч. В городе Н. — Ашхабад: ТуркменОГИЗ, 1945.
- Ашир Ч. В тылу у врага. — Ашхабад: ТуркменОГИЗ, 1941.
- Ашир Ч. На границе. — Ашхабад: Туркменучпедгиз, 1941.

## Награды
- Орден Трудового Красного Знамени (1955)[2].
- Народный писатель Туркменской ССР (1970)
- Орден Дружбы народов (1980)
- Орден Октябрьской Революции (1990)[3][4].